# Integral de caminos (mecánica cuántica)

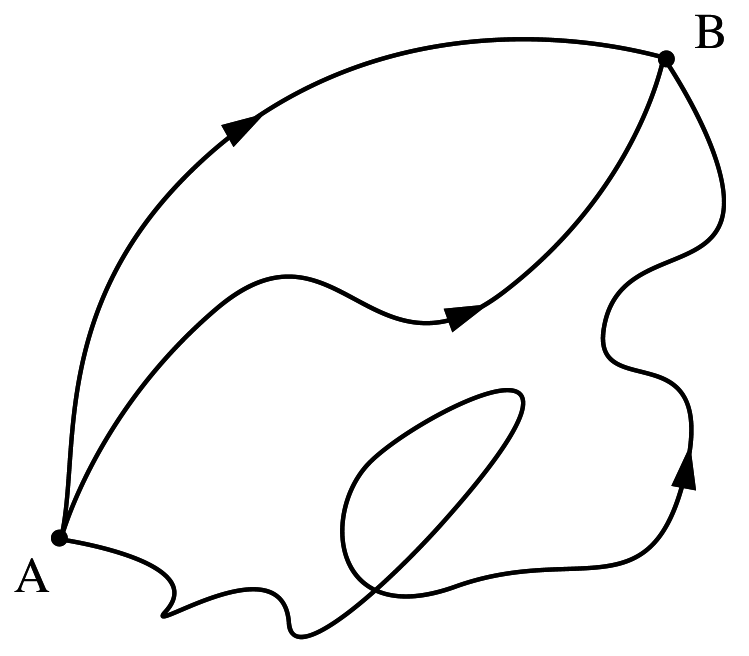
Cualquier posible trayectoria entre y contribuye a la probabilidad de que una partícula se propague entre ambos puntos.

La formulación mediante integral de caminos de la mecánica cuántica es un enfoque en el que las relaciones fundamentales de esta teoría se derivan utilizando la noción de suma sobre historias, publicada por Richard Feynman en 1948. Se trata de una formulación no relativista y equivalente a la ecuación de Schrödinger y a la mecánica matricial de Heisenberg, y que permite abordar algunos problemas de forma más simple. El observable básico de este enfoque de mecánica cuántica es la probabilidad de que una partícula se propague entre dos puntos {\displaystyle a} y {\displaystyle b} en un tiempo dado {\displaystyle T}. Mediante la integral de caminos, esta cantidad es calculada asignando una amplitud a cada trayectoria que une ambos puntos en ese tiempo sin excepción, y sumando éstas de manera coherente, de forma que las diferencias de fase prácticamente cancelan la contribución de aquellas que son menos probables.

## Formulación histórica
La propagación de una partícula entre los puntos a y b se puede generalizar al obtener a y b como los resultados de dos medidas independientes sobre los observables A y B en diferentes instantes del tiempo. Si se plantean tres de estas medidas, A, B y C, y se denota por Pij la probabilidad de que, habiéndose obtenido el resultado i en la medida I, se obtenga el resultado j en la medida J, la ley clásica que relaciona las probabilidades es:
{\displaystyle P_{ac}=\sum _{b}P_{ab}P_{bc}}
mientras que cuánticamente se requiere la transformación en
{\displaystyle \phi _{ac}=\sum _{b}\phi _{ab}\phi _{bc}}
donde la relación entre la probabilidad real P y el número complejo {\displaystyle \phi } viene dada por {\displaystyle P_{ij}=|\phi _{ij}|^{2}}, también conocida como la regla de Born. Esta transformación es resultado de la naturaleza ondulatoria de la materia, y fue considerada por Feynman como el fundamento de su formulación de la mecánica cuántica.
Los dos postulados originales de esta formulación son:
1. Si se lleva a cabo una medida ideal para determinar si una partícula sigue un camino en una región concreta del espacio-tiempo, entonces la probabilidad de que el resultado sea afirmativo es el cuadrado absoluto de una suma de contribuciones complejas, una para cada camino en esa región.
2. Los caminos contribuyen igualmente en magnitud, pero la fase de su contribución es la acción clásica (en unidades de {\displaystyle \hbar }), es decir, la integral de tiempo del lagrangiano tomado a lo largo de ese camino.

Feynman relacionó su integral de caminos con el principio de Fresnel - Huygens. Se puede formular este principio como «Si se conoce la amplitud de una onda en una superficie dada, la amplitud en un punto cercano puede obtenerse como suma de las contribuciones de todos los puntos de la superficie, donde cada contribución sufre un desfase proporcional al tiempo que le costaría a la luz llegar de la superficie al punto siguiendo el rayo luminoso más corto en óptica geométrica». Análogamente, si se conoce la amplitud de una onda {\displaystyle \psi } en una «superficie» que consiste en todas las x en un tiempo t, su valor en un punto cercano en el tiempo {\displaystyle t+\epsilon } es la suma de todas las contribuciones desde la superficie a tiempo t, donde cada contribución sufre un desfase proporcional a la acción que precisaría para moverse de la superficie al punto siguiendo el camino de mínima acción de la mecánica clásica.